# Râul Sărata, Olt
Râul Sărata este un afluent al râului Olt. 